# Tsan
Le Tsan est un sport collectif traditionnel de la Vallée d'Aoste, semblable au baseball et à l'Oina roumaine. Tsan signifie champ dans la plupart des patois valdôtains.
Les compétitions de tsan sont organisées en deux tours, le Championnat de printemps et le Championnat d'automne, et appartiennent à l'héritage culturel de la moyenne Vallée d'Aoste, en particulier de la région entre Montjovet et Aoste, du Val d'Ayas et du Valtournenche.

## Citation
« L’origine du « tzan » se perd dans l’ombre du passé. Il est né sans doute avec les géants de nos légendes et il est pratiqué certainement depuis l’époque où se formèrent, parmi les faîtes de nos montagnes, ces plateaux herbeux qui représentent, de nos jours encore, l’élément de base pour son épanouissement. Il est né, en un mot, avec notre terre et avec nos montagnards. »

(Live Henriod, 1953.)

## Terrain
Les deux équipes se rencontrent sur un terrain délimité par l'équipe qui reçoit.
Le terrain doit être symétrique et composé de deux cercles et d'un trapèze isocèle sans base majeure. Les côtés du trapèze sont marqués par des drapeaux rouges à une distance de 12 mètres l'un de l'autre, la base majeure mesure 30 mètres et se trouve à 32 mètres du point 'P' extérieur au trapèze, où est planté une perche, au centre d'un cercle dont le rayon mesure 8 mètres et demi. À 20 mètres de ce cercle, le long de l'axe de symétrie, se trouve un point 'S', centre d'un cercle de rayon de 60 centimètres.
Le cercle ayant pour centre 'P' est appelé Cercle de paletà, tandis que celui ayant pour centre 'S' est le Cercle de servià. La base mineure du trapèze s'appelle Ligne des bons ou Bitse.

## Description

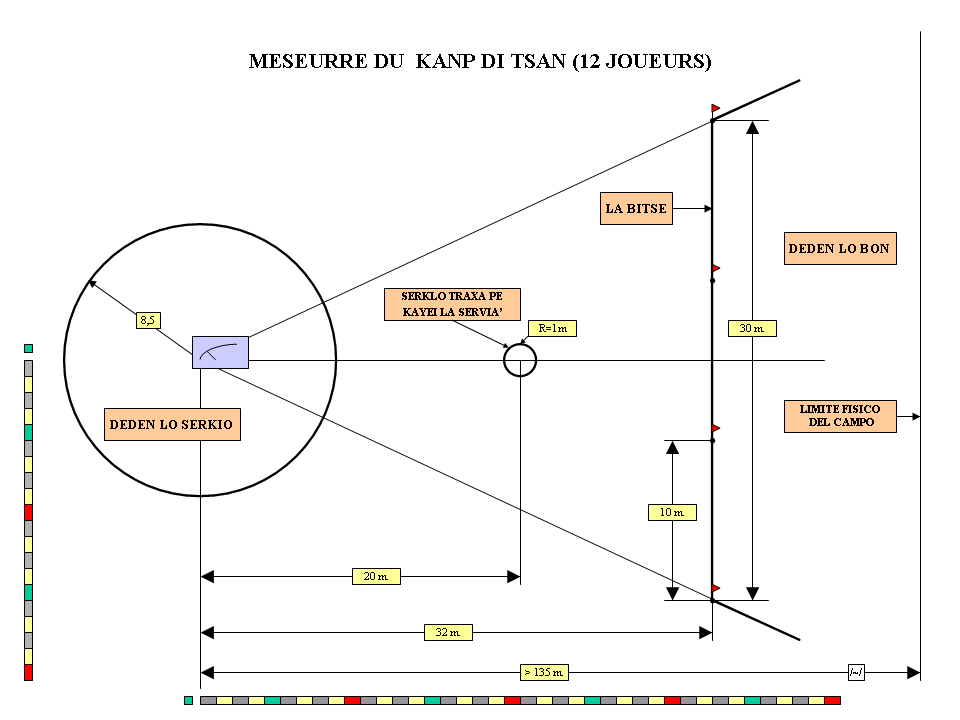
Schéma du terrain de tsan décrit en patois valdôtain dans le règlement de 1979 par Pierre Daudry

Chaque équipe est formée par 14 joueurs, 12 sur le terrain et 2 remplaçants. Le mot Tsan signifie Champ en patois valdôtain, en effet les parties de tsan ont lieu sur des prés communs.
Chaque match se déroule en quatre phases : 
- Les joueurs de l'équipe A lancent à tour une bille nommée Tsan posée sur une perche en bois, appelée Percha ou Pertse en patois valdôtain, à l'aide d'une longue batte, l'aire du service est indiquée dans l'image comme dedeun lo cercllio (=dans le cercle). Ce service est appelé Tchatsà (= la "chassée"). Les joueurs de l'équipe B doivent chercher à intercepter le tsan dans l'espace nommé dedeun lo bon, délimité par la ligne appelée Bitse et par le prolongement des côtés du triangle isocèle formé par la bitse et par les côtés reliant les extrêmes de la bitse au centre du cercle appelé Rou. Le serveur continue de tirer jusqu'à quand un tir n'est intercepté, ou bien jusqu'à quand il ne lance le tsan en dehors du terrain pour trois fois consécutivement ou pour 4 fois en total, lorsqu'on dit que le joueur est un prére (= un prêtre). L'équipe qui cherche à intercepter, joue à l'aide d'une sorte de pelle en bois, appelée Pilon ou Boquet, qui peut être aussi lancée en l'air. Le total des services dans la zone valide du terrain et non interceptés marquent la quantité des services que l'équipe pourra effectuer dans la seconde partie du match.
- Une fois que tous les joueurs de l'équipe A ont effectué un ou plusieurs services, c'est le tour de l'équipe B.
- Après cette première phase, chaque joueur doit transformer ses Bones (les services valides) en mètres en interceptant un service effectué par un membre de l'équipe adverse à l'aide d'une sorte de pelle en bois pressé. Ces tirs sont appelés Paletà. Ensuite, on fait la somme de toutes les distances des joueurs de chaque équipe.
- L'équipe ayant un avantage d'au moins 40 mètres gagne. Au contraire, les deux équipes égalisent. Pour les finales, les demi-finales et pour les matchs de barrage, un mètre peut suffire pour gagner.

## Histoire
- En 1920 eut lieu la première codification écrite du jeu de la part de l'Association du jeu du Tsan ;
- En 1949 fut organisé le premier championnat régional valdôtain de Tsan avec un règlement codifié ;
- En 1947 fut créée la Fédérachon esport de nohtra téra, abrégé en FENT, qui réunit les associations des sports traditionnels du Val d'Aoste. Actuellement[Quand ?], cette fédération est reconnue par le Comité olympique national italien (CONI) ;
- En 1979, le règlement a été révisé afin d'y introduire des critères de sécurité pour le choix du terrain de jeu.

## Galerie de photos

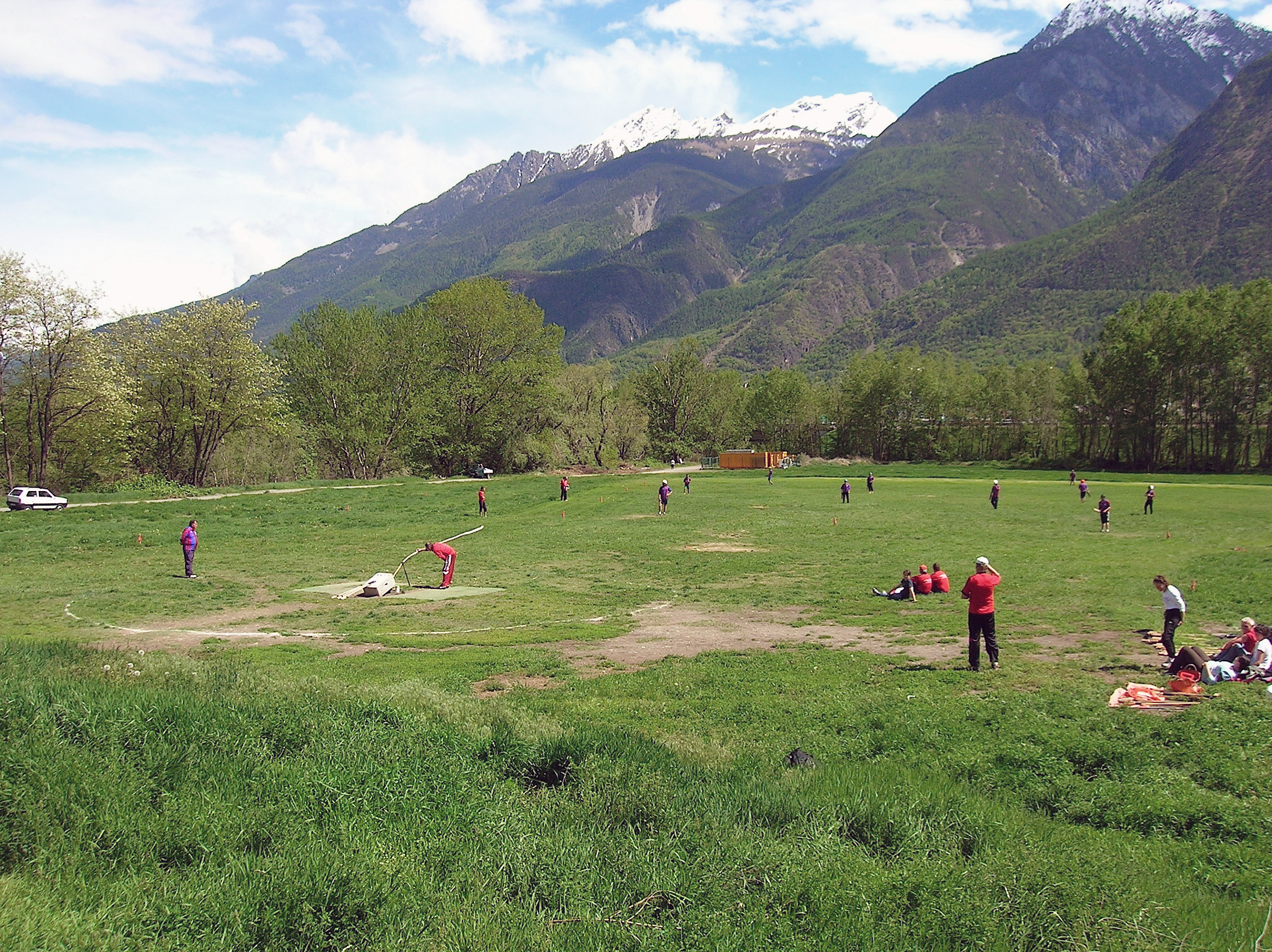
La première phase du jeu du tsan dans un match au printemps aux Plantayes (Nus) : un joueur pose le tsan sur la pertse pour la tsatcha ; les autres joueurs attendent qu'il batte avec son baquet pour tenter d'intercepter le tsan par leurs boquets.
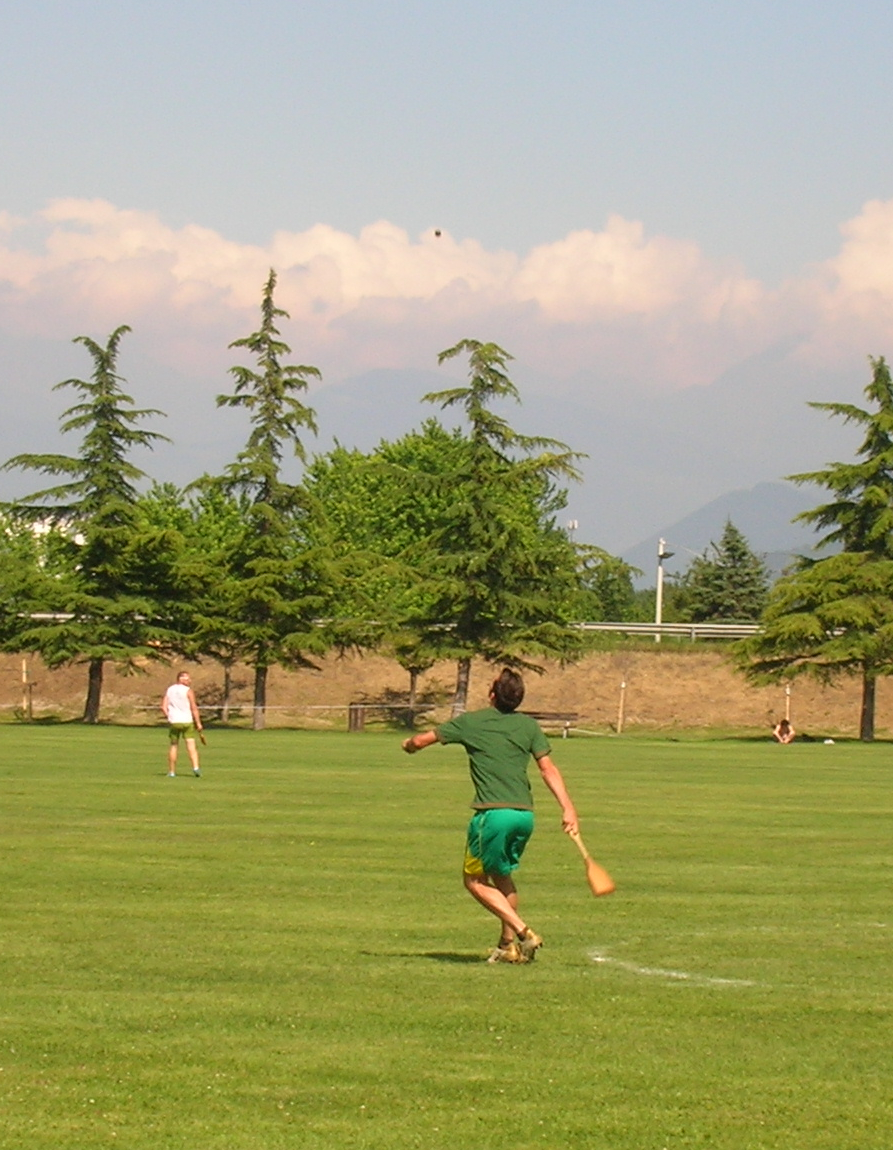
Lors de la troisième phase, la servia, le joueur à l'intérieur du sercllio de paleta (cercle du paletier) cherche à intercepter la paleta par sa piota, pour relancer le tsan le plus loin possible et transformer ainsi ses bonnes en mètres. (Journée du tsan à la Grand-Place à Pollein)
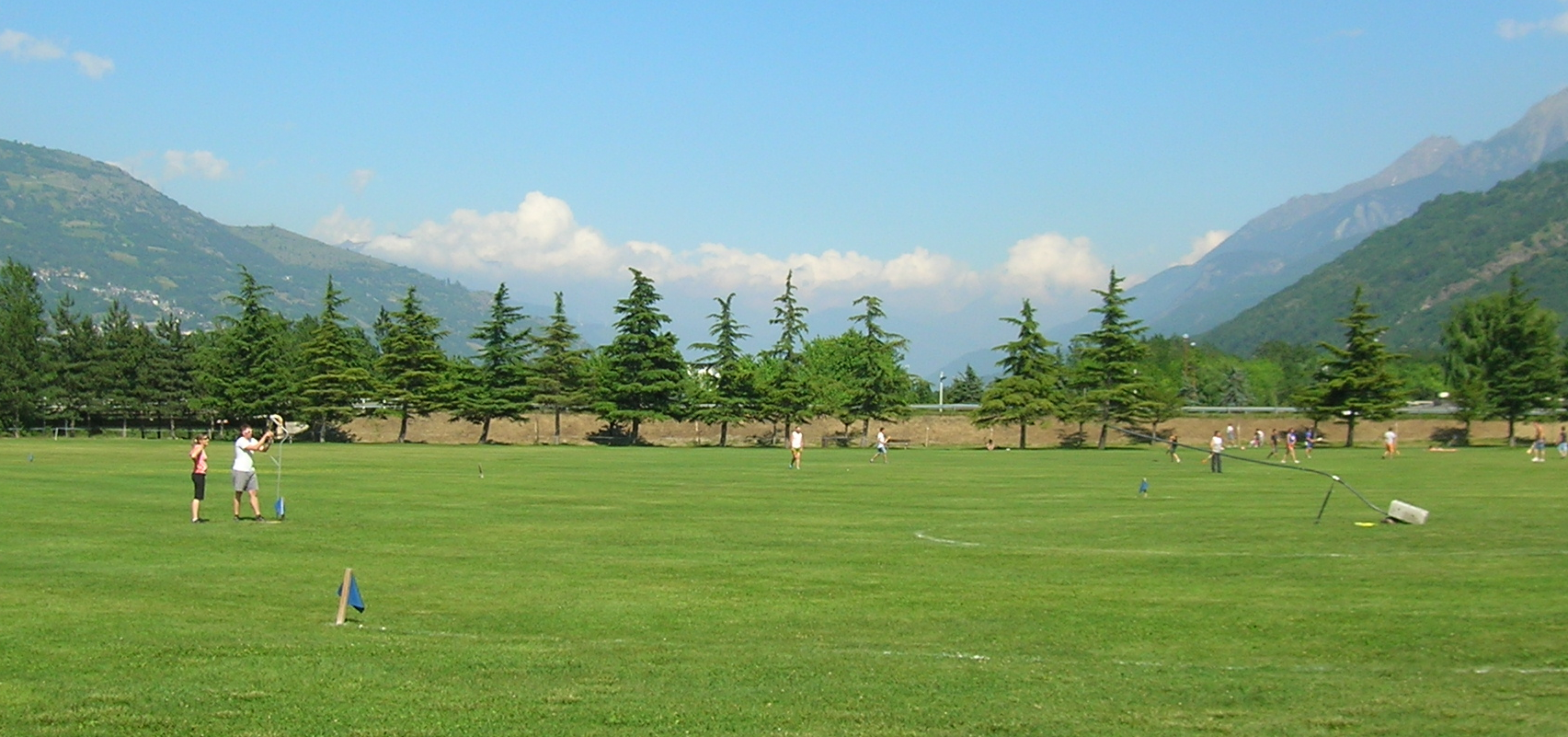
Lors de la troisième phase, la servia, le joueur à l'intérieur du sercllio de servia lance le tsan avec une fronde vers le cercle du paletier, en tentant de former une parabole haute. (Journée du tsan à la Grand-Place à Pollein)

## Championnats

### Championnat de printemps
Le championnat de tsan de 2004 a marqué la 56e édition avec 44 équipes divisées en 4 catégories : 12 en deux tours de série A, 12 en deux tours de série B, 11 en deux tours de série C, et 9 en deux tours junior. Il est commencé à mars et la finale a été disputée au début de juin.

### Championnat d'automne
Le championnat d'automne de tsan de 2004 a marqué la 51e édition avec 33 équipes, divisées en 4 catégories : 9 en deux tours de série A, 11 en deux tours de série B, 4 en un tour de série C, et 9 en deux tours junior.

## Trophées

### Trophée des âges
Il a lieu pendant une seule journée. En 2004 il a été organisé à Pollein, le 25 avril, pour la 11e édition.

### Paletouindividuel
Sur un terrain adjacent à celui pour le Trophée des âges ont lieu les compétitions de Paletou, une sorte de championnat individuel comportant trois renvois.

## LaFédérachon Esports de Nohtra Téra(FENT)

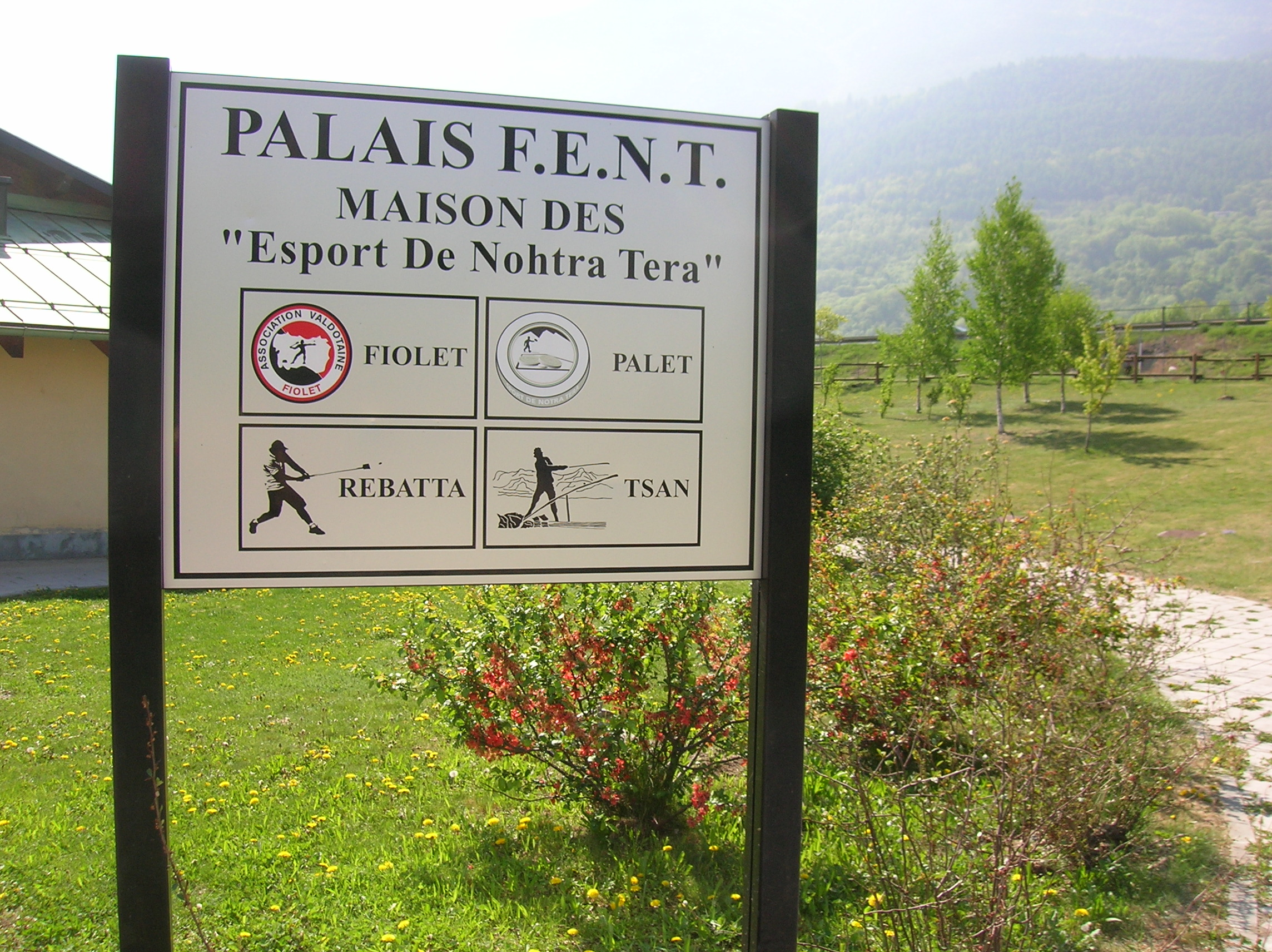
Panneau près du Palais F.E.N.T. (Fédérachon Esports de Nohtra Téra) aux Îles de Brissogne.

Instructeurs....25

Membres.........750

### Siège
Palais F.E.N.T.

Localité Les Îles, 1

11020 Brissogne

### Président
Elia Saluard

### Sections
Antey-Saint-André, Ayas, Brisma (Brissogne et Saint-Marcel), Brusson, Challand-Saint-Anselme, Challand-Saint-Victor, Chambave, Châtillon, Emarèse, Fénis, Montjovet, Nus, Pollein, Pontey, Quart, Roisan, Saint-Christophe, Saint-Denis, Saint-Vincent, Torgnon, Valtournenche, Verrayes

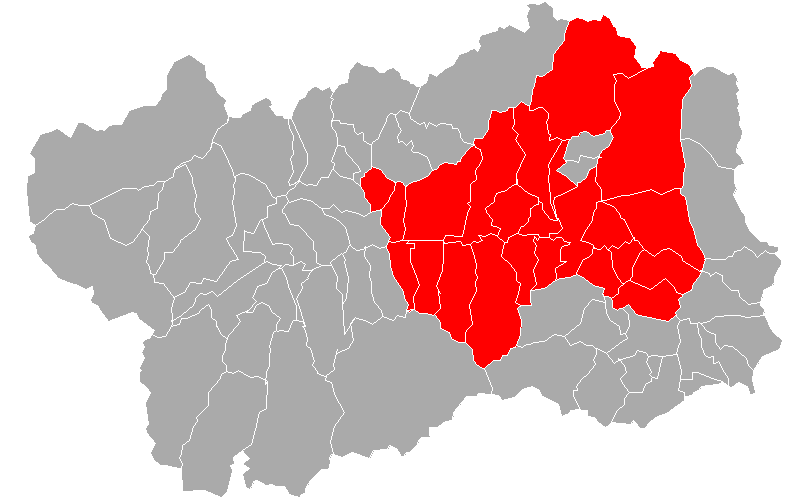
Les sections de l'Association valdôtaine Tsan sur le territoire de la Vallée d'Aoste